# Тифлонарки
Тифлонарки или слепые электрические скаты (лат. Typhlonarke) — род скатов семейства Narkidae отряда электрических скатов. Это хрящевые рыбы, ведущие донный образ жизни, с крупными, уплощёнными грудными и брюшными плавниками, образующими почти круглый диск, коротким, толстым хвостом, оканчивающимся мускулистым хвостовым плавником и одним спинным плавником. Они способны генерировать электрический ток. К роду относят 2 малоизученных вида. Оба являются эндемиками вод Новой Зеландии. Они встречаются на глубине до 800 м. Максимальная зарегистрированная длина 38 см. Характерной особенностью тифлонарок является то, что у них не видны глаза, которые практически не функционируют. Окраска дорсальной поверхности тела коричневого цвета, вентральная поверхность окрашена светлее. Рацион состоит из полихет. Эти скаты размножаются яйцеживорождением, в помёте от 1 до 11 новорожденных длиной 9—10 см. Тифлонарки передвигаются по дну, опираясь на модифицированные передние лопасти брюшных плавников. Название рода происходит от слов др.-греч. τυφλός — «слепой» и др.-греч. νάρκη — «оцепенение».

## Классификация
- Typhlonarke aysoni (A. Hamilton, 1902) — Слепой электрический скат, или тифлонарка[1]
- Typhlonarke tarakea Phillipps, 1929 — Тифлонарка-таракеа[1]